# Берх, Василий Николаевич
Васи́лий Никола́евич Берх (1781—1834/1835) — русский историк флота и морских географических открытий, полковник.

## Биография
Родился 18 (29) мая 1781 года в Москве.
Окончил морской кадетский корпус в 1799 году в чине мичмана и поступил на службу в Балтийский флот. Участвовал в русско-английской экспедиции в Голландию (1799). В 1803—1806 годах участвовал в первой русской кругосветной экспедиции на корабле «Нева», под командованием капитана Ю. Ф. Лисянского.
По возвращении из экспедиции служил в морском ведомстве до 1809 года, вышел в отставку по болезни и вновь начал службу спустя год, советником пермской казенной палаты. По возвращении из кругосветного плавания занялся изучением истории иностранных путешественников, опубликовал переводы трудов «Жизнеописание Нельсона» (1807) и «Путешествия Херна и Макензия» (1808). Находясь на службе в Перми, занимался исследованием исторических древностей как в самой Перми, так и в Чердыни и Соликамске, составил их описание.
Прослужив в Перми 10 лет, в 1821 году Берх вернулся в Санкт-Петербург и в том же году поступил на службу в Адмиралтейский департамент в чине капитан-лейтенанта, которым был награждён при отставке из флота. Занимался разбором архивных материалов, работал над историей флота. В 1823 года избран почётным членом этого департамента, по образовании морского министерства (1827) избран почётным членом Учёного комитета морского штаба, а 6 декабря 1830 года произведён в полковники.
В 1828 году императором Николаем I Берх был официально утверждён историографом русского военно-морского флота.
Умер 21 декабря 1834 (2 января 1835) года в Санкт-Петербурге.
Берху принадлежат труды, посвящённые морским путешествиям россиян, экспедициям В. И. Беринга, жизнеописаниям лиц царской династии, видных государственных деятелей и военачальников. Труды Берха были широко известны в Европе, он был избран членом Копенгагенского королевского общества.

## Публикации
- Описание несчастного караблекрушения фрегата Российско-Американской компании «Невы», последовавшего близ берегов Ново-Архангельского порта. — СПб.,1817.
- Хронологическая история всех путешествий в северные полярные страны. Ч. 1‒2. — СПб., 1821‒1823;[4]
- Хронологическая история открытия Алеутских островов или подвиги российского купечества. — СПб., 1823;
- Первое морское путешествие россиян…, совершенное в 1727, 28 и 29 годах под начальством… Витуса Беринга. — СПб., 1823;
- Систематические списки боярам, окольничим и думным дворянам с 1468 года до уничтожения сих чинов. — СПб., 1823;
- Берх В. Н. Жизнеописание российского адмирала К. И. Крюйса / Составлено членом Государственного Адмиралтейского департамента В. Н. Берхом. — СПб.: В типографии Н. Греча, 1825. — 88 с.
- Историческая записка о плавании российских флотов в 1736 году — СПб., 1828
- Царствование царя Алексея Михайловича. Ч. 1-2. — СПб., 1831;
- Жизнеописание адмирала Семена Ивановича Мордвинова. — СПб., 1831;
- Жизнеописание адмирала Алексея Ивановича Нагаева. — СПб., 1831;
- Жизнеописания первых российских адмиралов или опыт истории российского флота, Ч. 1, Ч. 2, Ч.3, Ч.4. — СПб., 1831—1836;
- Царствование царя Михаила Федоровича и взгляд на междуцарствие, Ч. 1, Ч. 2. — СПб., 1832;
- История географических открытий Россиян, — отрывки напечатаны были в разных журналах (в целом работа осталась ненапечатанной).
- Путешествие в города Чердынь и Соликамск для Изыскания исторических древностей. — СПб., 1821
- Царствование царя Феодора Алексеевича и история перваго стрелецкаго бунта. Ч. 1-2. — СПб., 1834—1835 гг.

## Память
В честь В. Н. Берха названы:
- мыс Берха (Карское море, Новая Земля, мыс открыт П. К. Пахтусовым, им же присвоено название мысу)[5];
- остров Берха (Баренцево море, Новая Земля, остров открыт и нанесён на карту в 1822 году Ф. П. Литке, им же было присвоено название острову)[5].